# Kudiramalai
Kudiramalai (Sinhala: කුදිරමලෙයි, Tamil: குதிரைமலை, grec: Hippuros, anglès: Horse Mountain) és un cap i ciutat portuària antiga a la costa de l'oest de Sri Lanka, al Golf de Mannar proper a Silavaturai; la ciutat comparteix una història amb la propera illa de Karaitivu, la ciutat portuària antiga de Mannar i el temple de Ketheeswaram. Kudiramalai és el punt més al nord del districte de Puttalam i fou un port del sud de Mannar durant el període clàssic, servint els regnes del nord de la península de Jaffna i país de Vanni com una de les seves ciutats frontereres més al sud. Està de l'oest de Vanni des de Trincomalee (Thiru-Konamalai) i es seu del temple de Koneswaram 
El port va ser conegut com a Hippuros pels grecs clàssics i va ser esmentat per Ptolemeu al Periplus de la mar Eritrea. Excavacions arqueològiques han trobat que Kudiramalai va ser habitat des del segle I aC al segle VII.

## Història

### Període clàssic
Kudiramalai comparteix les llegendes de la reina Tàmil Alli Arasani amb Mannar; durant el seu govern es van produir canvis importants a la costa occidental. Segons la llegenda, ella viatjava sovint de Kudiramalai a Mannar i comerciava amb perles de Mannar per cavalls d'Aràbia; així és com la ciutat portuària va adquirir el seu nom. Tot i que el golf de Mannar va inundar bona part de Kudiramalai en un cicló o tsunami, una porció de les muralles del palau de la reina Alli són visibles encara. Una antiga cova o estructura és a la part superior de l'entrada de la paret de palau. Segons Alexander Johnston correspon a la reina Alli (que va governar el nord-oest de Sri Lanka 1.800 anys abans).
El cap tàmil Korran, un comandant de la dinastia Chera sota el rei Makkotai, va governar Kudiramalai durant el primer segle abans de Crist. Un àvid genet i patró de poetes, va ser conegut com a Kattuman Korran ("Genet Korran"). El pare de Korran era Pittan, un altre cap Chera. El seu nom és de vegades escrit Pittan-Korran, seguint la convenció tàmil del Tolkāppiyam.
Korran va comerciar amb Fenícia, Roma, Serica (Xina del Nord) i Egipte. Inscriptions en escriptura Tàmil-Brahmi del primer segle aC al primer segle dC portant el seu nom (Korra-Puman; Korra el Cap) va ser trobades modernament en el fragment d'una amfora al port romà de Berenice Troglodítica a Egipte. Korran és descrita extensament al Purananuru i és elogiada en diversos poemes Sangam. Va governar la regió amb dos altre caps: Elini Athiyamān Nedumān Añci i Kumanan. El cap Elini de Kudiramalai és descrit extensament al Purananuru i Akanaṉūṟu. Kudiramalai va ser coneguda com a Hippuros pels grecs antics.
L'erudit francès Samuel Bochart va suggerir Tamilakam, els habitants de la qual van ser coneguts pel seu or, perles, vori i comerç de paons, pels ports d'Ophir i Tarshish durant el regnat del rei Solomó. Segons Bochart, Tarshish era Kudiramalai. Les paraules de l'antic tàmil per vori, simis, tela de cotó i els paons van ser importats pel israelites i conservades en la Bíblia hebrea.
Poblaments de cultures similars de Sri Lanka antic i l'antic Tamil Nadu va ser excavats a llocs d'enterrament megalític a Pomparippu a la costa de l'oest (just al sud de Kudiramalai) i a Kathiraveli, en la costa de l'est de l'illa. S'assemblen als primers enterraments dels Pandya; aquests llocs van ser establerts entre el segle V aC i el segle ii. Kudiramalai va compartir un nom similar tàmil amb el port del nord de Ceilan anomenat Kandarodai, a la península de Jaffna.

### Període medieval
Pel període medieval, la capital fou moguda de Kudiramalai a Nallur. Prop de Puttalam hi havia la medieval Jaffna la segona capital del regne durant l'època de la pesca de perle i un augment de l'activitat de pesca es va notar al llarg dels bancs entre Kudiramalai i Mannar.
El tàmisl Mukkuvar van començar a emigrar de Kilakarai al continent (Tamilakkam) a Kudiramalai i altres ciutats de la costa Malabar (com Puttalam i Jaffna) durant el segle viii. Els xivistes van fugir a la costa de l'oest cap al continent o Tamilakkam per fugir de la conversió forçada a l'islam. Però després, a canvi de l'ajut dels àrabs en una lluita amb un cap rival, molts van abraçar el islam. Durant el segle xvi es va incrementar la influència portuguesa i molts del mukkuvars es van convertir al cristianisme.